# ناظم مدرسه
ناظم مدرسه (به انگلیسی: schoolmaster) کسی است که برقراری نظم در مدرسه را بر عهده دارد و نقش قوای سه گانه را در مدرسه دارد.گاهی قانون می گذارد،گاهی اجرا می کند و گاهی بر اجرای قانون نظارت می کند.ناظم ها مثل پلیس امنیتی اجازه اخلال در نظم به کسی نمی دهند.ناظم ها در قدیم الایام،از سلاح های سردی مانند خط کش،چوب و گاهی هم از شلنگ استفاده می‌کردند.

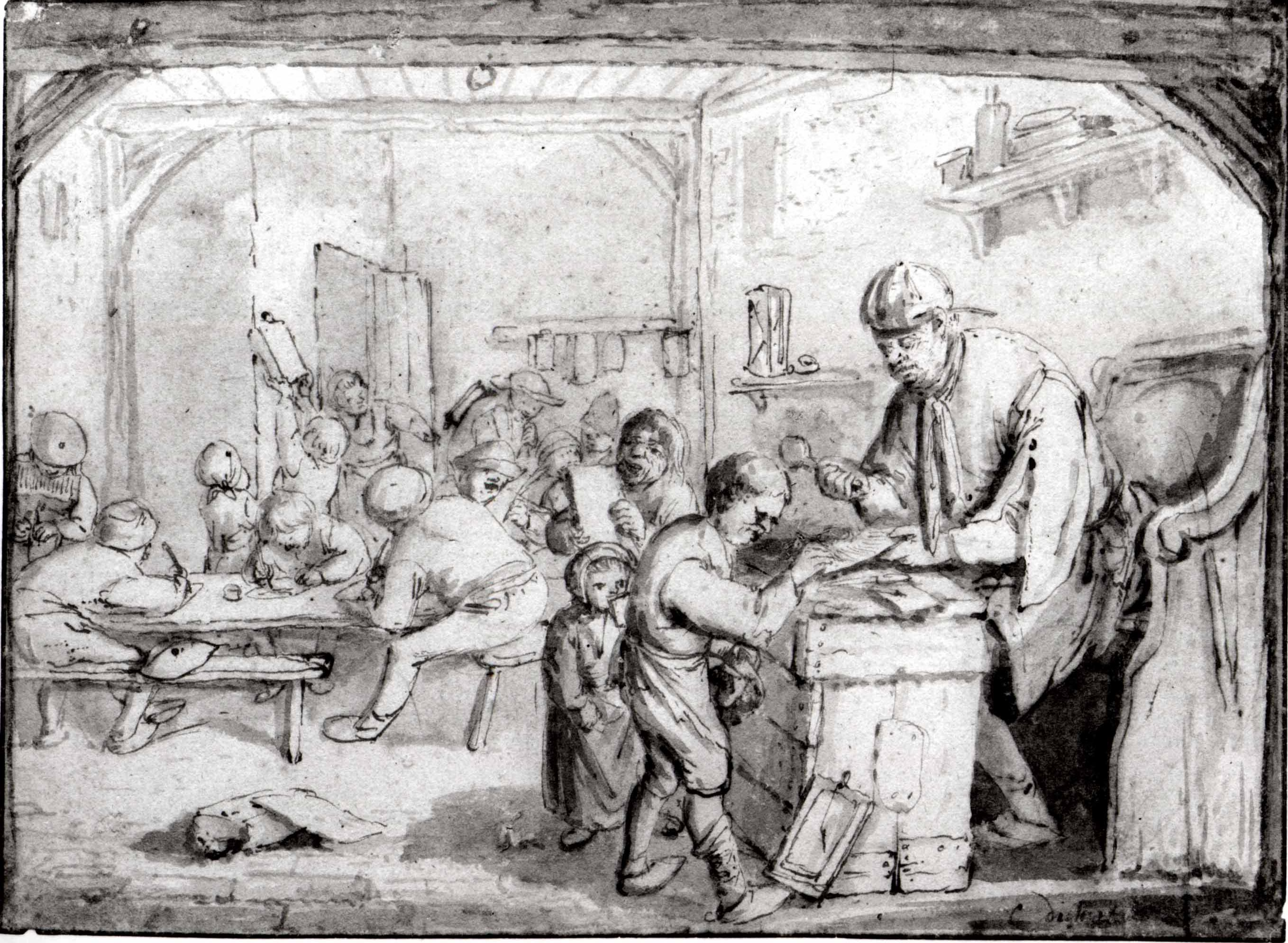
نقاشی ای قدیمی از یک ناظم و دانش آموز

## وظایف
ناظم باید حضور به موقع در تمام روز ها در مدرسه داشته باشد.همچنین او باید حداقل ۱۵ دقیقه قبل از آغاز به کار دانش آموزان در مدرسه حضور داشته باشد و به بررسی و کنترل حضور و غیاب دانش آموزان بپردازد.